# Emma d'Alemannia
Emma d'Alemannia, o Imma d'Alemannia, (... – 798) è stata una nobildonna tedesca di famiglia alemannica, madre di Ildegarda di Vintzgau, terza moglie di Carlo Magno e madre dell'Imperatore Ludovico il Pio.

## Biografia
Era la figlia del duca alemanno Hnabi, il che la renderebbe probabilmente una discendente degli Agilolfingi. 
Fu la moglie del conte Geroldo I di Vintzgau, figlio di Hado di Vintzgau e di Gerniu di Svevia. Dal loro matrimonio nacquero i seguenti figli: 
- Ildegarda (758 - † 783), moglie di Carlo Magno.
- Odalrico o Udalrich, († intorno all'824), conte in Alpgau e Breisgau nel 780/781, a Hegau nel 787/791 a Thurgau nel 787 e in Alsazia nell'817[4].
- Geroldo († 1 settembre 799), prefetto della Baviera.

Genitorialità incerta:
- Adriano (Adrianus) († dopo 10 novembre 821), conte di Orléans, conte palatino, marito di Waldrade, nonno di Ermentrude, moglie di Carlo il Calvo[5].
- Enrico, duca del Friuli († 799).

Nel 784, Geroldo ed Emma fecero importanti donazioni alla neonata abbazia di Lorsch. Riguardano aree situate vicino a Worms e Heidelberg. 

## Ascendenza
|                  |   |   | Genitori |  |  | Nonni    |  |  | Bisnonni |  |
|                  |   |   |          |  |  | Huoching |  |  | Gotfrido |  |
|                  |   |   |          |  |  | Huoching |  |  | Gotfrido |  |
|                  |   | … |          |  |  | Huoching |  |  |          |  |
| Hnabi            |   |   |          |  |  | Huoching |  |  |          |  |
|                  |   | … | …        |  |  |          |  |  |          |  |
|                  |   | … | …        |  |  |          |  |  |          |  |
|                  |   | … | …        |  |  |          |  |  |          |  |
| Emma d'Alemannia |   | … |          |  |  |          |  |  |          |  |
|                  | … | … |          |  |  |          |  |  |          |  |
|                  | … | … |          |  |  |          |  |  |          |  |
|                  | … | … |          |  |  |          |  |  |          |  |
| …                | … |   |          |  |  |          |  |  |          |  |
|                  |   | … | …        |  |  |          |  |  |          |  |
|                  |   | … | …        |  |  |          |  |  |          |  |
|                  |   | … | …        |  |  |          |  |  |          |  |
|                  |   | … |          |  |  |          |  |  |          |  |